# Hans Faber (Fußballspieler)
Hans Faber (* 24. März 1925 in Brühl; † 20. Mai 2000 in Freiburg im Breisgau) war ein deutscher Fußballspieler. Der Stürmer hat von 1949 bis 1957 für die Vereine 1. FC Köln (4-0) und Freiburger FC (21-10) in den damals erstklassigen Fußball-Oberligen West beziehungsweise Süd insgesamt 25 Ligaspiele absolviert und dabei in Freiburg zehn Tore erzielt.

## Laufbahn
Hans Faber kam vom SC Brühl zu dem neuen Fusionsclub in Köln. Der Angreifer gehörte zu den Spielern, die am 15. Februar 1948, zwei Tage nach der Gründung des 1. FC Köln, in dessen ersten Spiel auf dem Platz standen. Bei dem 8:2-Sieg gegen Nippes 1912 erzielte Faber zwei Tore. In der Runden 1948/49 gelang dem Verein der Aufstieg in die Oberliga West. Zuerst setzte sich der FC in der Rheinbezirks-Liga durch und musste dann zwei Entscheidungsspiele gegen Bayer Leverkusen bestehen. Hennes Weisweiler war inzwischen Spielertrainer und der Club von Präsident Franz Kremer setzte sich im Heimspiel in Müngersdorf mit 2:0 durch. Das Rückspiel fand am 15. Mai 1949 in Leverkusen statt, und der 1. FC Köln gewann mit 3:1. Faber hatte auf der Mittelstürmerposition und Hans Schäfer als Halblinks gestürmt. In der ersten Oberligasaison des Aufsteigers, 1949/50, kam Faber aber lediglich noch dreimal zum Einsatz: Gegen Rot-Weiß Oberhausen (1:2), Rot-Weiss Essen (0:3) und Arminia Bielefeld (4:2). Zur Saison 1950/51 wechselte er mit den Mannschaftskameraden Paul Lehmann (Saison 1949/50, 29-8) und Hans Roggow zum Freiburger FC, wo er dann in der 2. Liga Süd über Jahre spielen sollte.
Die Mannschaft vom Möslestadion hatte sich für die erste Saison der 2. Liga Süd mit den drei Spielern aus Köln verstärkt, belegte aber am Rundenende lediglich den 14. Rang. Ex-Nationalspieler Andreas Munkert hatte in der Rückrunde die Trainingsleitung von Spielertrainer Roggow übernommen. Ab seiner zweiten Freiburger Saison, 1951/52, übernahm Faber die Rolle des FFC-Torjägers. Sein Torrekord gipfelte in der Saison 1955/56 in 26 Toren und Freiburg gewann vor dem FC Bayern München die Meisterschaft und realisierte damit den Aufstieg in die Oberliga Süd. In der Rückrunde wurde das entscheidende Spiel mit 2:1 in München gegen den FC Bayern gewonnen, wobei Faber auf Rechtsaußen stürmte und ein Tor erzielte und Lehmann auf Halblinks Regie führte. Beim 8:0 Kantersieg gegen den SV Waldhof zeichnete sich Faber als fünffacher Torschütze aus.
In die Oberligarunde 1956/57 startete Faber mit dem FFC mit einem 0:0 bei Kickers Stuttgart und einem 2:1-Heimerfolg gegen Bayern München (1 Tor von Faber). Das dritte Spiel wurde mit 0:1 beim FSV Frankfurt verloren und das zweite Heimspiel am 9. September 1956 brachte mit einem 2:1 gegen Schwaben Augsburg den zweiten Heimsieg. Herausragend war am 29. Oktober der 7:1-Heimerfolg gegen Eintracht Frankfurt, wozu Faber drei Tore beisteuerte. In der Rückrunde konnte der FFC aber nicht mehr ganz an die Leistung der Hinrunde anknüpfen und stieg mit 20:40 Punkten knapp gegenüber den Stuttgarter Kickers (22:38) und dem BC Augsburg (23:27) zusammen mit Schwaben Augsburg (22:38) aus der Oberliga Süd ab. Hans Faber hatte verletzungsbedingt in neun Spielen gefehlt und damit 21 Oberligaspiele bestritten, in denen er zehn Tore erzielt hatte.
Nach dem Abstieg blieb Faber weiterhin im Möslestadion und erlebte auch noch 1961/62 als Aktiver das Debüt von Torhüter Peter Kunter beim FFC in der 2. Liga Süd, ehe er im Sommer 1962 seine Spielerlaufbahn beendete.

## Statistik
- Rheinbezirksliga
27 Spiele; 22 Tore
- Oberliga West
4 Spiele
- Oberliga Süd
21 Spiele; 10 Tore
- 2. Liga Süd
232 Spiele; 154 Tore

## Erfolge
- 1949 Aufstieg in die Oberliga West
- 1956 Aufstieg in die Oberliga Süd